# Тольйон (Дебьоський район)
Тольйо́н (рос. Тольён) — присілок в Дебьоському районі Удмуртії, Росія.

## Населення
Населення — 269 осіб (2010; 286 в 2002).
Національний склад станом на 2002 рік:
- удмурти — 90 %

## Урбаноніми[3]
- вулиці — Джерельна, Жовтнева, Нагірна, Підлісна